# Tales de Mileto
Tales de Mileto (en griego antiguo: Θαλῆς ὁ Μιλήσιος, Thalḗs ho Milḗsios) Mileto, c. 624 a. C.-ibid., c. 546 a. C.) fue un filósofo, matemático, geómetra, físico y legislador griego.  
Vivió y murió en Mileto, polis griega de la costa Jonia (hoy en Turquía). Aristóteles lo consideró como el iniciador de la escuela de Mileto, a la que pertenecieron también Anaximandro (su discípulo) y Anaxímenes (discípulo del anterior). En la antigüedad, se le consideraba uno de los Siete Sabios de Grecia. No se conserva ningún texto suyo y es probable que no dejara ningún escrito a su muerte. Desde el siglo V a. C., se le atribuyen importantes aportaciones en el terreno de la filosofía, la matemática, la astronomía, la física, etcétera, así como un activo papel como legislador en su ciudad natal.
A menudo, Tales  es reconocido por romper con el uso de la mitología para explicar el mundo y el universo, cambiándolo en su lugar por explicaciones naturales mediante teorías e hipótesis naturalistas que utilizan la razón (logos), por lo que es considerado el iniciador de la especulación científica y filosófica griega y occidental, aunque su figura y aportaciones están rodeadas de grandes incertidumbres. Como la mayoría de filósofos presocráticos, Tales explicó que el principio originario de la naturaleza y de la materia era una única sustancia última (arjé): el agua.
Aunque la tradición insistentemente atribuyó a Tales el haber comenzado a usar el pensamiento deductivo aplicado a la geometría, no hay absolutamente ningún documento que respalde tal cosa, y tampoco se le puede adjudicar el desarrollo de los dos teoremas geométricos que llevan su nombre.

## Biografía

Mileto, la ciudad de la Jonia griega se encuentra hoy en las costas de la actual Turquía.

Los datos biográficos de Tales de Mileto son una mezcla de opiniones, hechos atribuidos a su persona, y citas con mayor o menor grado de verosimilitud, recogidas de diversos autores de épocas bastante posteriores, reinterpretados y expuestos a la luz de la mentalidad del narrador. Nació y murió en Mileto (griego: Μίλητος) c. 624 a. C., una antigua ciudad en la costa occidental de Asia Menor (en lo que actualmente es la provincia de Aydin en Turquía), cerca de donde desemboca el río Menderes. 
La mayoría de los historiadores lo presentan como un genuino milesio (aunque, según Diógenes Laercio, doxógrafo griego, fue admitido en la ciudad jonia de Mileto, a orillas del mar Egeo, después de ser expulsado de Fenicia junto con Nileo). De todas formas, naciera o no en Mileto, lo que está claro que residió en aquella ciudad y que fue allí donde desarrolló su filosofía, sus investigaciones científicas y sus intervenciones políticas.
Era hijo de Euxamias (o Examio) y de Cleobulinas (o Cleóbula), ambos oriundos de Fenicia y descendientes de Cadmo y Agenor. Puesto que los jonios comerciaban frecuentemente con Egipto y Babilonia, es probable que Tales visitara Egipto en alguna etapa de su vida, y allí podría, por un lado, haber recibido enseñanzas de los sacerdotes, quienes registraban con mucho celo todo evento astronómico o meteorológico excepcional por motivos religiosos y que poseían, por consiguiente, copiosa información al respecto; y, por el otro, haber adquirido conocimientos matemáticos, que los egipcios habían desarrollado a un nivel práctico con el fin de medir y delimitar las parcelas de tierra cuyos límites solían borrarse con las continuas crecidas del río Nilo.
Podrían haber sido condiscípulos suyos Solón y Ferécides de Siros. Además, una fuente lo vincula con Pitágoras, a quien habría recomendado viajar a Egipto y educarse con los sacerdotes de Menfis y Dióspolis. Sin embargo, estos datos no son confiables, puesto que provienen de fuentes muy alejadas de la época de Tales. De los babilonios pudo también haber obtenido conocimientos científicos. Sí es más seguro que el filósofo Anaximandro haya sido su discípulo, así como Anaxímenes el de este.
Tanto Heródoto (I, 170) como Diógenes Laercio (I, 25) lo señalan como un sabio consejero político de jonios y lidios.
Entre las anécdotas que de Tales se cuentan, relata Heródoto (I, 75) que logró desviar el río Halys para que fuera cruzado por el ejército de Creso (Heródoto mismo descree de esto, pero modernos especialistas no descartan por completo su veracidad). Aristóteles, por su parte, cuenta en su Política (I, 11, 1259a) cómo una vez que, habiéndosele reprochado su pobreza y su falta de preocupación por los asuntos materiales (demostrándolo con la anécdota de que, por ir mirando las estrellas para sus estudios astronómicos, se cayó en un pozo), para dejar de ser motivo de burlas previó, gracias a sus conocimientos astronómicos, que habría una próspera cosecha de aceitunas la siguiente temporada, compró durante el invierno todas las almazaras o prensas de aceite de Mileto y Quíos y con ese monopolio las alquiló al llegar la época de la recolección, con lo que acumuló una gran fortuna y mostró que los filósofos podían ser ricos si así lo desearan, aunque su ambición marcha por otros derroteros. Quizás la anécdota más conocida de Tales es aquella que nos refiere Heródoto: que predijo a los jonios el año en que sucedería un eclipse solar (lo que desde 2005 se sabe que fue por el conocimiento de un ciclo de eclipses babilónico), hacia el año 585 a. C. El eclipse ocurrió, en efecto, en medio de una batalla, lo que llevó a los contendientes a detenerse y a avanzar un acuerdo de paz, por temor de que el evento fuera una advertencia divina.
La anécdota del pozo la cuenta Platón, por boca de Sócrates, en su diálogo Teeteto (174 A): que, al caer Tales en un pozo por ir mirando el movimiento de las estrellas, una campesina tracia se reía mientras el filósofo se excusaba diciendo «que tenía ansias de conocer las cosas del cielo pero que lo que estaba... justo a sus pies se le escapaba»
Apolodoro, en sus Crónicas, afirma que murió a la edad de setenta y ocho años; Sosícrates, que murió en la olimpiada LVIII, a la edad de noventa años. Otra fecha en la que se afirma que murió se da en el año 585 a. C., aunque actualmente se acepta que murió cerca del año 546 a. C.

## Obras
Simplicio de Cilicia escribió: «No dejó nada escrito, excepto la llamada Astrología náutica (Ναυτιχῆς αστρολογίας)».
En cambio Diógenes Laercio escribe: «Según algunos, nada dejó escrito, pues dicen que la Astrología náutica que se le atribuye es de Foco Samio [...] Pero, según otros, escribió dos obras: Sobre el solsticio y Sobre el equinoccio».
Así, son tres las líneas de opinión:
1. Que solo escribió la Astrología.
2. Que solo escribió Sobre el solsticio y Sobre el equinoccio.
3. Que no escribió nada.
De cualquier forma, el hecho es que, aunque hubiera escrito algo, sus escritos se perdieron y, respecto a las pocas fuentes que citan presuntos dichos de Tales, no puede determinarse con certeza qué fuentes tenían en sus manos: o bien escritos de Tales, o bien fuentes secundarias, o si solo repetían tradiciones orales.

## Matemáticas

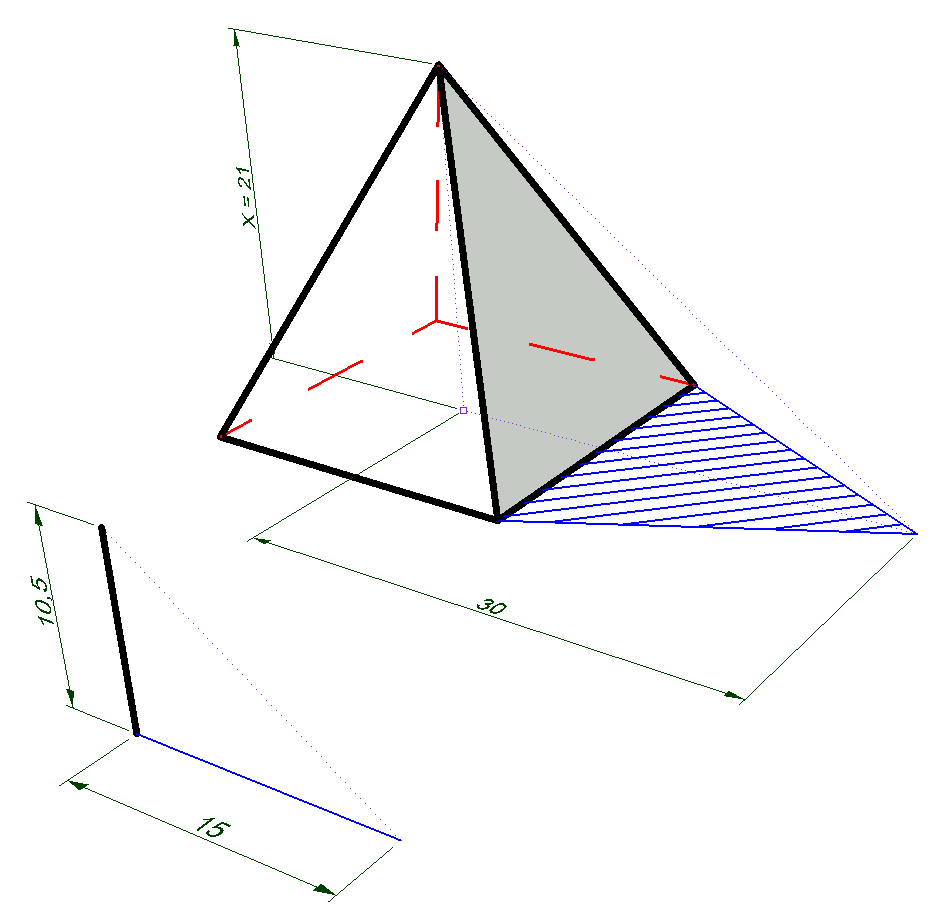
Teorema de Tales de los triángulos semejantes.

Se atribuyen a Tales varios descubrimientos matemáticos registrados en los Elementos de Euclides: la definición I. 17 y las proposiciones I. 5, I. 15, I. 26 y III. 31.
Asimismo es muy conocida la leyenda acerca de un método de comparación de sombras que Tales habría utilizado para medir la altura de las pirámides egipcias: el milesio se percató de que se podría saber la altura exacta de las pirámides midiendo la sombra de estas en el momento del día en que su sombra era más o menos de igual tamaño que su cuerpo. Este método fue aplicado luego a otros fines prácticos de la navegación.

Teorema de Tales del ángulo inscrito.

Se supone además que Tales conocía ya muchas de las bases de la geometría, como el hecho de que cualquier diámetro de un círculo lo dividiría en partes idénticas, que un triángulo isósceles tiene por fuerza dos ángulos iguales en su base o las propiedades relacionales entre los ángulos que se forman al cortar dos paralelas por una tercera línea recta.
Los egipcios habían aplicado algunos de estos conocimientos para la división y parcelación de sus terrenos. Esta necesidad surgió a raíz de que el Nilo, con sus constantes crecidas, borraba las líneas divisorias de los campos de cultivo, por lo que era necesaria una manera de medir de nuevo el terreno. Mas, según los pocos datos con los que se cuenta, Tales se habría dedicado en Grecia mucho menos al espacio (a las superficies) y mucho más a las líneas y a las curvas, alcanzando así su geometría un mayor grado de complejidad y abstracción.

## Filosofía
Se considera a Tales de Mileto como el primer filósofo de Occidente por haber sido quien intentó la primera explicación racional a distintos fenómenos del mundo de la que se tiene constancia en la historia de la cultura occidental. En su tiempo predominaban aún las concepciones míticas, pero Tales buscaba una explicación racional, lo que se conoce como «el paso del mito al logos», donde la palabra griega logos alude en este contexto a «razón», uno de sus significados en castellano.
Es muy probable que haya sido uno de los primeros hombres que llevaron la geometría al mundo griego, y Aristóteles lo consideraba el primero de los φυσικόι o ‘filósofos de la naturaleza’. Muchas de estas ideas parecen provenir de su educación egipcia. Igualmente, su idea de que la tierra flota sobre el agua puede haberse desprendido de ciertas ideas cosmogónicas de Oriente Próximo.

### Pensamiento
La explicación universal y racional que sostuvo Tales fue que el agua es el origen de todas las cosas que existen, el elemento primero:

La mayoría de los primeros filósofos consideró que los principios de todas las cosas son solo los que tienen aspecto material […] En cuanto a la cantidad y a la forma de tal principio, no todos dicen lo mismo, sino que Tales, el iniciador de este tipo de filosofía, afirma que es el agua, por lo que también declaró que la tierra está sobre el agua. Concibió tal vez esta suposición por ver que el alimento de todas las cosas es húmedo y porque de lo húmedo nace del propio calor y por él vive. Y es que aquello de lo que nacen es el principio de todas las cosas. Por eso concibió tal suposición, además de porque las semillas de todas las cosas tienen naturaleza húmeda y el agua es el principio de la naturaleza para las cosas húmedas.
Aristóteles, en Metafísica.

En cuanto al alma o ánima, la considera como dadora de vida, movimiento y divina. Como en la época en la que vivía todavía no se diferenciaba entre seres vivientes y no vivientes, Tales atribuye vida al agua, porque como el agua se mueve sola (véanse los mares o los ríos), esta debe tener alma, puesto que el alma es lo que hace moverse las cosas. Y también es divina (está llena de dioses) porque el alma es divina para él. «Así por lo tanto, el agua para Tales es, el origen de todo, está llena de dioses y tiene vida propia». Y de manera parecida a que con el agua razona para con las piedras imán: como estas se mueven solas, piensa que están vivas, o que «hay algo vivo en ellas».

Algunos afirman que el alma se halla entreverada en el todo. Posiblemente por este motivo es por el que Tales pensó que todo estaba lleno de númenes.
Aristóteles, en Acerca del alma.

Parece que también Tales, según cuentan, supuso que el alma era algo capaz de producir movimiento, si es que afirmó que la piedra imán tiene alma porque mueve al hierro.
Aristóteles.

Y por último, de nuevo Aristóteles en Sobre el cielo y Séneca en Cuestiones naturales afirman que Tales sostenía que la tierra sobre la que pisamos es una especie de isla que «flota» sobre el agua de forma parecida a un leño y por ello la tierra a veces tiembla. Al no estar sostenida sobre unas bases fijas, sino que, al estar flotando sobre el agua, esta se tambalea.

### Importancia de su labor

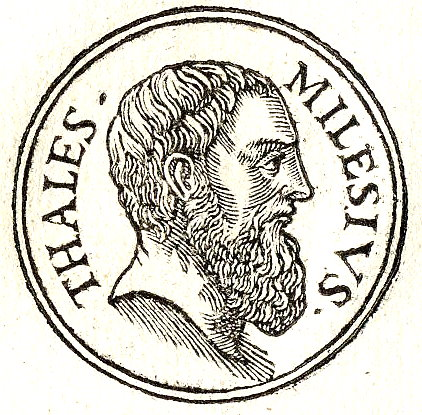
Tales, considerado uno de los Siete Sabios de Grecia.

Con todo esto, se puede entender claramente por qué se considera a Tales de Mileto como el primer filósofo de Occidente, y es que, como ya hemos dicho, fue el primer hombre occidental (del que se sabe) que trató de conocer la verdad del mundo mediante explicaciones racionales y no fantásticas o místicas, como hasta entonces se hacía en la Antigua Grecia por medio de los mitos. Y por lo tanto, Tales es importante para la Historia de la filosofía occidental. Fue el iniciador de la misma y con ello, creó un legado de búsqueda y amor a la sabiduría, que continuará inmediatamente con Anaximandro y Anaxímenes, y que llegará a su esplendor, en la Antigua Grecia; más de un siglo después con Sócrates, Platón y Aristóteles: tres filósofos que se han convertido en los pilares del pensamiento que hoy conocemos bajo el nombre de filosofía occidental.

## Eponimia
- El teorema de Tales
- El cráter lunar Thales lleva este nombre en su honor.[17]
- El asteroide (6001) Thales también conmemora su nombre.[18]